# باتری ان

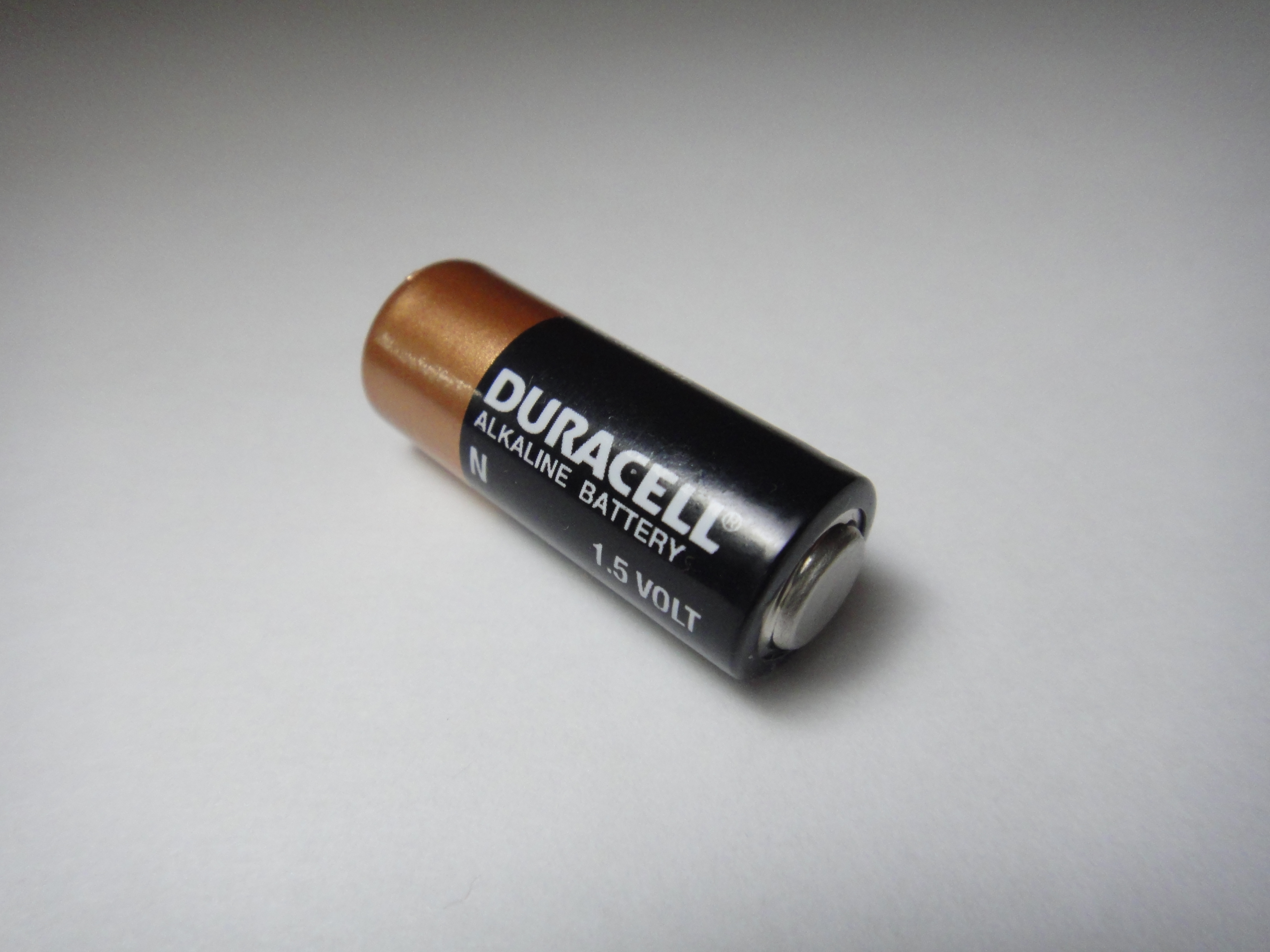
یک باتری قلیایی در سایز ان

باتری ان(به انگلیسی: N battery) یکی از سایزهای استاندارد باتری‌های پیل خشک است. باتری‌های ان به صورت یک سیلندر با طول  ۳۰٫۲  میلی متر و  قطر ۱۲٫۰ میلی متر هستند و حدودا سه پنجم طول باتری‌های قلمی معمولی را دارد.
|               | باتری روی–کربن | باتری قلیایی       | باتری نیکل–کادمیم | باتری نیکل– هیدرید فلز |
| ------------- | -------------- | ------------------ | ----------------- | ---------------------- |
| نام IEC       | R1             | LR1                | KR1               | HR1                    |
| نام ANSI/NEDA | 910D           | 910A               |                   |                        |
| ظرفیت         | ۴۰۰ آمپر ساعت  | ۸۰۰–۱۰۰۰ آمپر ساعت |                   | ۳۵۰–۵۰۰ آمپر ساعت      |
| ولتاژ اسمی    | 1.50 V         | 1.50 V             | 1.25 V            | 1.25 V                 |